# Horst Nowacki
Horst Nowacki (* 9. Februar 1933 in Berlin; † 5. Juni 2023) war ein deutscher Schiffsingenieur und Hochschullehrer.

## Leben

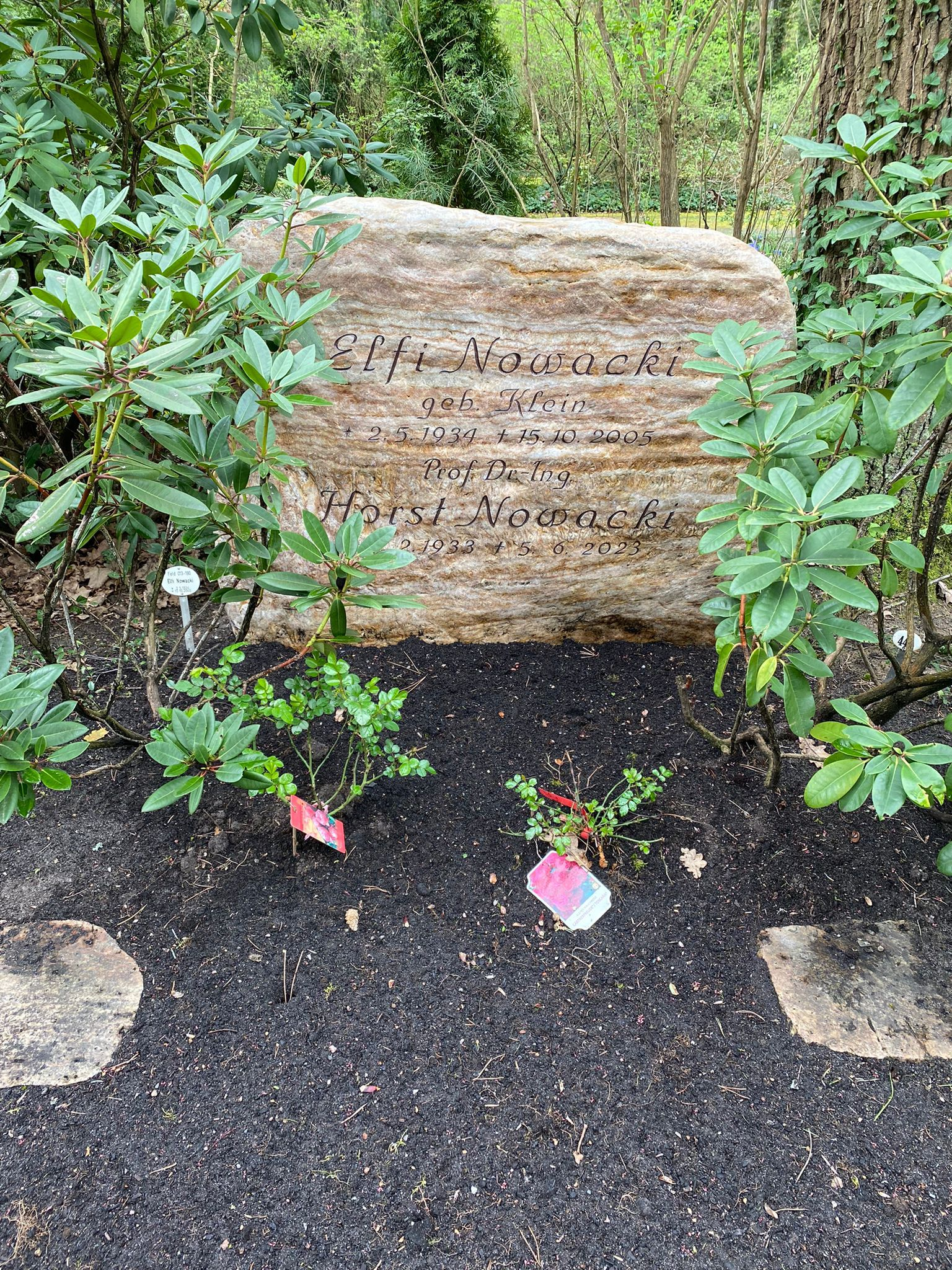
Grabstätte auf dem Waldfriedhof Zehlendorf

Horst Nowacki studierte bis 1958 Schiffstechnik an der Technischen Universität Berlin. Zum Thema Potentialtheoretische Strömungs- und Sogberechnungen für schiffsähnliche Körper wurde er 1963 promoviert. Er arbeitete zunächst als Forschungsingenieur an der Versuchsanstalt für Binnenschiffbau in Duisburg, von 1959 bis 1964 wirkte er als wissenschaftlicher Assistent an der TU Berlin. Danach ging er in die USA, wo er an der University of Michigan eine „Full Professorship“ innehatte. 1974 kehrte Nowacki nach Deutschland zurück und war bis zu seiner Emeritierung 1998 am Institut für Schiffs- und Meerestechnik der TU Berlin tätig.
Nowacki gilt als Wegbereiter des computergestützten Schiffsentwurfs und hatte eine entsprechende Professur an der TU Berlin. Daneben arbeitete er als Institutsdirektor, war Dekan des Fachbereichs und über viele Jahre hinweg Mitglied des Akademischen Senats. Seit 1974 leitete er das CAD-Labor am Fachbereich Verkehrswesen und Angewandte Mechanik, von 1988 bis 1991 unterstand ihm das Breitband-Kommunikationsprojekt der TU. Dem Fachausschuss „Schiffshydrodynamik“ der Schiffbautechnischen Gesellschaft stand er von 1985 bis 1993 vor. Weiter engagierte sich Nowacki bei den Vorbereitungen für die 50-Jahr-Feier der Universität oder als Mitglied der Präsidialkommission, die die Neustrukturierung der TU entwickelte. Zahlreiche Auszeichnungen zeugen von seiner Arbeit und seinem Engagement. Darüber hinaus veröffentlichte Nowacki eine große Anzahl von wissenschaftlichen Beiträgen und betreute einige Dutzend Dissertationen.
Horst Nowacki verstarb 90-jährig und fand seine letzte Ruhestätte auf dem Waldfriedhof Zehlendorf (Feld 013-190).

## Veröffentlichungen (Auswahl)
- 1963: Potentialtheoretische Strömungs- und Sogberechnungen für schiffsähnliche Körper (Dissertation)
- 1978: Eine allgemeingültige Optimierungssoftware im Rahmen eines integrierten schiffbautechnischen Programmsystems (mit Christian Schubert), Kernforschungszentrum Karlsruhe
- 2002: Archimedes and ship stability, Max-Planck-Institut für Wissenschaftsgeschichte, Berlin
- 2003: Historical roots of the theory of hydrostatic stability of ships (mit Larry D. Ferreiro), Max-Planck-Institut für Wissenschaftsgeschichte, Berlin
- 2006: Developments in fluid mechanics theory and ship design before Trafalgar, Max-Planck-Institut für Wissenschaftsgeschichte, Berlin
- 2007: Leonhard Euler and the theory of ships, Max-Planck-Institut für Wissenschaftsgeschichte, Berlin
- 2009: The heritage of archimedes in ship hydrostatics: 2000 years from theories to applications, Max-Planck-Institut für Wissenschaftsgeschichte, Berlin
- 2013: Archimedes and ship design, Max-Planck-Institut für Wissenschaftsgeschichte, Berlin
- 2014: Zur Vorgeschichte des Schiffbauversuchswesens, Max-Planck-Institut für Wissenschaftsgeschichte, Berlin

## Auszeichnungen (Auswahl)
- 1993: „Honorary Commodore“ durch die Schiffsbaustudenten der University of Michigan
- 1996: Ehrendoktorwürde der Technischen Universität Athen
- 1998: Ehrenmitgliedschaft der Technischen Universität Berlin